# Leptothorax exilis
Leptothorax exilis är en myrart som beskrevs av Carlo Emery 1869. Leptothorax exilis ingår i släktet smalmyror, och familjen myror. Inga underarter finns listade i Catalogue of Life.